# Сентрал Ајслип (Њујорк)
Сентрал Ајслип (енгл. Central Islip) насељено је место без административног статуса у америчкој савезној држави Њујорк.

## Демографија
По попису из 2010. године број становника је 34.450, што је 2.5 (7,8%) становника више него 2000. године.
| Група             | 2000.          | 2010.          |
| Белци             | 10.162 (31,8%) | 6.683 (19,4%)  |
| Афроамериканци    | 8.769 (27,4%)  | 8.600 (25,0%)  |
| Азијати           | 991 (3,1%)     | 1.158 (3,4%)   |
| Хиспаноамериканци | 11.452 (35,8%) | 17.938 (52,1%) |
| Укупно            | 31.950         | 34.450         |